# Apyretina
Genre
Synonymes
- Apyre Simon, 1895 nec Walker, 1854

Apyretina est un genre d'araignées aranéomorphes de la famille des Thomisidae.

## Distribution
Les espèces de ce genre sont endémiques de Madagascar.

## Liste des espèces
Selon World Spider Catalog (version 18.0, 01/02/2017) :
- Apyretina catenulata (Simon, 1903)
- Apyretina nigra (Simon, 1903)
- Apyretina pentagona (Simon, 1895)
- Apyretina quinquenotata (Simon, 1903)
- Apyretina tessera (Simon, 1903)

## Publications originales
- Strand, 1929 : Zoological and palaeontological nomenclatorical notes. Acta Universitatis Latviensis, vol. 20, p. 1-29.
- Simon, 1895 : Histoire naturelle des araignées. Paris, vol. 1, p. 761-1084 (texte intégral).